# Apteroscirtus ruwenzoricus
Apteroscirtus ruwenzoricus är en insektsart som beskrevs av Rehn, J.A.G. 1914. Apteroscirtus ruwenzoricus ingår i släktet Apteroscirtus och familjen vårtbitare. Inga underarter finns listade i Catalogue of Life.